# Eredivisie 1976-77
La Eredivisie 1976-77 fue la 21.ª temporada de la liga de máximo nivel en los Países Bajos. Ajax ganó su novena Eredivisie y su decimoséptimo título de campeón de los Países Bajos.

## Tabla de posiciones
| Pos | Equipo           | PJ | PG | PE | PP | GF | GC | Pts | DG  | Notas                         |
| --- | ---------------- | -- | -- | -- | -- | -- | -- | --- | --- | ----------------------------- |
| 1   | AFC Ajax         | 34 | 23 | 6  | 5  | 62 | 26 | 52  | +36 | Copa de Europa.               |
| 2   | PSV Eindhoven    | 34 | 20 | 7  | 7  | 64 | 31 | 47  | +33 | Copa de la UEFA.              |
| 3   | AZ '67           | 34 | 19 | 8  | 7  | 75 | 29 | 46  | +46 | Copa de la UEFA.              |
| 4   | Feyenoord        | 34 | 16 | 12 | 6  | 65 | 35 | 44  | +30 |                               |
| 5   | Roda JC          | 34 | 17 | 8  | 9  | 53 | 35 | 42  | +18 |                               |
| 6   | FC Utrecht       | 34 | 16 | 6  | 12 | 59 | 66 | 38  | -7  |                               |
| 7   | Sparta Rotterdam | 34 | 12 | 12 | 10 | 52 | 47 | 36  | +5  |                               |
| 8   | NAC              | 34 | 11 | 12 | 11 | 41 | 53 | 34  | -12 |                               |
| 9   | FC Twente        | 34 | 12 | 9  | 13 | 52 | 40 | 33  | +12 | Recopa de Europa.             |
| 10  | FC Den Haag      | 34 | 10 | 12 | 12 | 50 | 42 | 32  | +8  |                               |
| 11  | Go Ahead Eagles  | 34 | 10 | 11 | 13 | 43 | 63 | 31  | -20 |                               |
| 12  | HFC Haarlem      | 34 | 11 | 7  | 16 | 35 | 47 | 29  | -12 |                               |
| 13  | VVV-Venlo        | 34 | 8  | 11 | 15 | 37 | 60 | 27  | -23 |                               |
| 14  | Telstar          | 34 | 7  | 12 | 15 | 35 | 57 | 26  | -22 |                               |
| 15  | FC Amsterdam     | 34 | 7  | 11 | 16 | 41 | 58 | 25  | -17 |                               |
| 16  | NEC              | 34 | 6  | 12 | 16 | 41 | 54 | 24  | -13 |                               |
| 17  | FC Eindhoven     | 34 | 6  | 12 | 16 | 28 | 63 | 24  | -35 | Descenso a la Eerste Divisie. |
| 18  | De Graafschap    | 34 | 6  | 10 | 18 | 29 | 56 | 22  | -27 | Descenso a la Eerste Divisie. |

PJ = Partidos jugados; PG = Partidos ganados; PE = Partidos empatados; PP = Partidos perdidos; GF = Goles a favor; GC = Goles en contra; Pts = Puntos; DG = Diferencia de goles